# جونیچی میساوا
جونیچی میساوا (انگلیسی: Junichi Misawa؛ زادهٔ ۲۱ مهٔ ۱۹۸۵) بازیکن فوتبال اهل ژاپن است.